# بيار أمين الجميل
بيار أمين الجميّل (23 سبتمبر 1972 - 21 نوفمبر 2006). كان سياسيا لبنانيًا ووزير الصناعة في حكومة فؤاد السنيورة المُشكّلة في يوليو 2005، كما شغل منصب رئيس مجلس الأقاليم والمحافظات في حزب الكتائب وعضو في مكتب الحزب السياسي. ينتمي إلى عائلة سياسية لبنانية عريقة فوالده هو رئيس الجمهورية السابق أمين الجميّل وجده مؤسس حزب الكتائب السياسي المعروف بيار الجميّل، وعمه رئيس الجمهورية الأسبق بشير الجميّل.

## النشأة والتعليم
وُلد بيار أمين الجميل في 24 سبتمبر/أيلول 1972 في بكفيا في لبنان، لعائلة مسيحية مارونية ذات باع طويل في السياسة اللبنانية. كان الجميل الابن الأكبر للرئيس اللبناني السابق أمين الجميل وحفيد بيار الجميل مؤسس حزب الكتائب. وكان أيضًا ابن شقيق الرئيس المنتخب السابق بشير الجميل، الذي اغتيل في بيروت عام 1982. درس الجميل القانون في بيروت وباريس، وبدأ مسيرته القانونية في مكتب محاماة ببيروت. بعد فترة وجيزة، تولى إدارة مكتب والده القانوني.

## حياته العلمية والعملية

### دراسته
تلقّى تعليمه في مدرسة الفرير - الشانفيل «ديك المحدي» وفي اليسوعية في مدينة نيس في فرنسا. وحصل على شهادة في الحقوق من جامعة الحكمة في بيروت.

### حياته السياسية
انتخب بعام 2000 نائبا عن المقعد الماروني في المتن. وأعيد انتخابه لنفس المقعد بعام 2005. عُيّن في عام 2005 وزيرا للصناعة في حكومة الرئيس فؤاد السنيورة في عهد الرئيس إميل لحود، وظل بهذا المنصب حتى يوم اغتياله.

## اغتياله
اغتيل في 21 نوفمبر 2006 بعد أن أطلق ثلاثة مجهولون النار على سيارته في منطقة الجديدة في ضاحية بيروت الشمالية.

## حياته الأسرية
متأهل من باتريسيا الضعيف (باتريسيا الجميل) منذ عام 1999 ولهما ولدان هما أمين وألكسندر.